# Lucia Traversaová
Lucia Traversaová (* 31. května 1965 Řím, Itálie) je bývalá italská sportovní šermířka, která se specializovala na šerm fleretem. Itálii reprezentovala v osmdesátých a devadesátých letech. Na olympijských hrách startovala v roce 1984 a 1988 v soutěži družstev. V roce obsadila třetí místo na mistrovství Evropy v soutěži jednotlivkyň. S italským družstvem fleretistek vybojovala v roce 1983 a 1990 titul mistryň světa.